# Кірклес (стадіон)
Стадіон «Кірклес», також відомий як «Стадіон Джона Сміта» (через назву спонсора) (англ. Kirklees Stadium, англ. John Smith's Stadium) — багатофункціональний стадіон у Гаддерсфілді, Велика Британія, домашня арена футбольного клубу «Гаддерсфілд Таун» та регбійного «Гаддерсфілд Джайнс». 
Стадіон побудований та відкритий у 1994 році під назвою «Кірклес». Після відкриття арена отримала ім'я «Альфред МакЕлпейн», на честь творця стадіону. У 2004 році комерційні права на назву стадіону було надано компанії «Галфарм», назву якої і отримала арена. 2012 року спонсорську угоду було укладено із відомою в Англії пивоварною компанією «Пивоварня Джона Сміта», після чого арена отримала назву «Стадіон Джона Сміта». 
У 1998 році було здійснено капітальну реконструкцію стадіону, в результаті чого було добудовано трибуни за воротами, оскільки після відкриття арена мала лише дві бічні трибуни.
Власником стадіону є «Стадіонконсорціум Гаддерсфілд», до якого входять муніципалітет Гаддерсфілда, ФК «Гаддерсфілд Таун» та РК «Гаддерсфілд Джайнс».

## Попередні назви
- 1994 — «Кірклес».
- 1994—2004 — «Альфред МакЕлпейн»;
- 2004—2012 — «Галфарм»;
- з 2012 — «Стадіон Джона Сміта»;